# Angel Beats!
Angel Beats! (japanisch エンジェルビーツ! Enjeru Bītsu!) ist ein japanisches Medienfranchise aus den Jahren 2009 und 2010, dessen Konzept von Jun Maeda vom Spieleentwickler Key ausgearbeitet wurde. Zur Reihe gehören eine Light-Novel-Serie, ein Fernseh-Anime von Regisseur Seiji Kishi, der im Animationsstudio P.A. Works in Kooperation mit Aniplex entstand, als auch zwei Manga. Die Geschichten spielen in einer Zwischenwelt, in der Jugendliche nach einem tragischen Tod wiedergeboren werden, um eine offene Tat zu vollenden oder ihren Frieden zu finden.

## Handlung

### Szenario
Die Geschichte von Angel Beats! spielt in einer fiktiven, dem Buddhismus entlehnten Zwischenwelt, die in etwa mit dem Purgatorium vergleichbar ist. In diese Welt, die als großer Schulkomplex dargestellt wird, werden Jugendliche „wiedergeboren“, die unter besonders tragischen Umständen ums Leben kamen. Der eigentliche Sinn hinter dieser Welt ist es, dass die Jugendlichen dort so lange verweilen, bis sie ihren inneren Frieden bzw. einen würdigen Ausgleich für ihr vorheriges Leben gefunden haben. Jedoch besitzt diese Welt auch einige Besonderheiten und teilt viele Gemeinsamkeiten mit einer virtuellen Welt. So ist es den Charakteren nicht möglich, zu sterben, Waffen können aus dem Nichts erschaffen werden und viele der Mitschüler verhalten sich wie Nicht-Spieler-Charakter (NPCs).
Im Mittelpunkt der Geschehnisse steht der Schüler Otonashi, der in Rückblicken über seine Vergangenheit aufklärt. Zugleich wird sein Leben und die daraus entstehenden Ereignisse als Rahmenhandlung verwendet, die, wie dem Zuschauer erst im Nachhinein verdeutlicht wird, die gesamte Handlung entscheidend beeinflusst hat. So stellen sich viele Beziehungen letztlich ganz anders dar, als sie Otonashi erlebt und der Zuschauer präsentiert bekommt. Daraus entstehen zahlreiche Missverständnisse, die zur eigentlichen Brisanz der Handlung beitragen.

### Chronologische Darstellung
Chronologisch betrachtet durchlebte Otonashi eine normale Kindheit, sieht sich aber mit seiner schwer kranken jüngeren Schwester konfrontiert, die ans Bett gefesselt ist. Um sie kümmert er sich aufopferungsvoll, und es wird nach und nach zu seinem Lebensinhalt, seine sich nie beschwerende Schwester bestmöglich zu unterstützen. Jedoch besteht für sie keine Hoffnung, da ein notwendiger Organspender nicht gefunden wird. So erfüllt er ihr den Wunsch, sie zu Weihnachten aus dem Krankenhaus zu entführen, um ihr noch einmal die Schönheit des Weihnachtsmarktes zu zeigen. Noch während er sie glücklich auf den Rücken trägt, stirbt sie jedoch. Durch ihren Tod verliert er seine Lebensaufgabe und durchlebt eine schwere Depression, schafft es jedoch, neuen Mut zu fassen, und plant, ein Medizinstudium zu beginnen. Bei einer Fahrt mit der U-Bahn kommt es jedoch zu einem verhängnisvollen Zwischenfall, bei dem sowohl er als auch einige andere Überlebende verschüttet werden. So beginnt eine lange Zeit des Wartens, bei der Otonashi sowohl einen Patienten verliert, als auch selbst innerlich stark blutend kurz vor der Rettung seinen Wunden erliegt. Zuvor konnte er aber noch anderen Überlebenden Mut zusprechen und sie davon überzeugen, ihren Organspendeausweis auszufüllen. Auch er füllte als Vorreiter diesen Ausweis mit letzter Kraft aus.
Unwissentlich rettete er mit seinem noch intakten Herz Kanade Tachibana das Leben. Davon weiß er jedoch nichts und erwacht ohne Erinnerung an seine Vergangenheit in der ihm fremd anmutenden Zwischenwelt. Dort trifft er direkt auf die mit einem Scharfschützengewehr bewaffnete Yuri, die Jagd auf ein unschuldiges Mädchen zu machen scheint. Nicht in der Lage, seine Situation zu begreifen, stellt er dem als „Engel“ (天使, Tenshi) bezeichneten Mädchen die Frage, ob er wirklich schon tot sei, wie ihm Yuri zu erklären versuchte. Daraufhin wird er von ihr erstochen. Dies ist zugleich die Schlüsselszene für das Ende der Handlung, denn Tenshi ist die von ihm gerettete Kanade Tachibana. Bei dem Stich durchs Herz erkennt sie, dass es sich bei Otonashi um ihren einstigen Retter handeln muss. Sie schweigt jedoch.
Einige Zeit später kommt Otonashi in der Krankenstation wieder zu sich und muss schließlich einsehen, dass er in dieser Welt offensichtlich nicht sterben kann. Auf der Suche nach einem erwachsenen Menschen stößt er auf den Raum des Schuldirektors, wird aber von einer aufgestellten Falle erneut „umgebracht“. Als er wieder zu sich kommt, findet er sich inmitten einer Beratung der SSS (Abkürzung für Shinda Sekai Sensen, 死んだ世界戦線, dt. „Frontlinie der Welt der Gestorbenen“) wieder, in der er erneut auf Yuri trifft. Dort wird ihm klargemacht, dass er vermutlich bei einem Unfall ums Leben kam und wie die anderen in dieser nicht realen Welt festhängt, die sie aber nicht verlassen wollen. Zugleich konfrontieren sie ihn mit der Vorstellung, als niederes Tier wie z. B. eine Muschel wiedergeboren zu werden. Sich davor fürchtend schickt sich die Truppe unter Yuri an, sich Tenshi zu widersetzen, und macht sich dabei die Schwächen des Systems zunutze. So gibt die zur SSS gehörende Mädchenband Girls Dead Monster regelmäßig Konzerte vor den NPCs, um in einer gemeinsamen Aktion deren Essensmarken zu rauben. Dabei kommt ihnen Tenshi immer wieder in die Quere, die sie mit grober Waffengewalt daran hindern, bis zum Tatort vorzudringen.
Ihre Waffen bezieht die SSS von einer unterirdischen Gilde, in der ein Trupp unter der Führung von Chaa die Waffen und Munition produziert. Den Mitgliedern der Gilde gelingt es jedoch nur, Waffen herzustellen, die sie schon einmal gesehen haben und an die sie sich noch aus ihrem letzten Leben erinnern können. Geschützt wird die Gilde durch ein ausgeklügeltes System von Fallen, was auch den Mitgliedern der SSS bei ihrem ersten Besuch mit Otonashi zum Verhängnis wird, als sie sich Nachschub beschaffen wollen. Die Fallen wurden entgegen der Absprache nämlich nicht deaktiviert, da sich Tenshi ebenfalls auf der Suche nach der Gilde machte. So kommen die Mitglieder mit Ausnahme von Otonashi und Yuri auf dem Weg bis zur Gilde alle ums Leben, was aber aufgrund ihrer Unsterblichkeit kein größeres Problem ist. Jedoch wird die Gilde von Tenshi aufgespürt und sie sehen sich gezwungen, die Gilde durch Sprengladungen zu vernichten. Darauf beginnen sie nicht weit von der ersten Gilde entfernt mit einem Neuaufbau.
Im weiteren Verlauf kommt Otonashi mit vielen der Mitglieder der SSS in Berührung und durchlebt zusammen mit ihnen weitere Konfrontationen mit Tenshi, die aber nicht zwangsläufig mit Waffengewalt, sondern teils auch sportlich und trickreich geführt werden. Dabei muss Otonashi die Feststellung machen, dass diejenigen verschwinden, die sich ihre Träume erfüllen können. Insbesondere kommt es dabei zur Absetzung von Kanade als Schulsprecherin, was unwillkürlich Otonashi dazu bringt, die auf Missverständnissen aufbauende Barriere zwischen der SSS und Tenshi zu überwinden. So muss er letztlich erkennen, dass Kanade keine schlechte Person oder gar ein Feind ist. Wie sich zum Ende der Serie herausstellt, ist es genau diese Nähe zu Tenshi, die ihm seine Erinnerungen zurückbringt. So entschließen sich beide sogar, gemeinsam dafür zu sorgen, dass die anderen ihre Wunschträume erfüllt bekommen. Denn schließlich basiert der Konflikt nur auf einem Missverständnis über den Sinn dieser Welt, der darin besteht, dass die im letzten Leben „Bestraften“ glücklich ihren Frieden finden können. So gelingt es ihnen, nach und nach diese Wünsche zu erfüllen und die Verbliebenen davon zu überzeugen. Letztlich bleiben nur noch Otonashi und Kanade allein zurück. Dies ist der Moment, als sich Kanade dafür entscheidet, Otonashi darüber in Kenntnis zu setzen, wohl wissend, dass sie ebenfalls verschwinden werde, nachdem sie sich für seine Spende bedankt hat. Letztlich bleibt Otonashi allein und schwer von dem Verschwinden seiner Liebe entrüstet in der Zwischenwelt zurück.
Nach dem Abspann der letzten Folge wird jedoch angedeutet, dass Kanade und Otonashi sich im nächsten Leben wieder begegnen. Otonashi erkennt sie am Straßenrand stehend, da sie das Lied My Song summt, welches in der dritten Folge von Iwasawa gesungen wurde, und greift nach ihrer Schulter.

## Charaktere

### Hauptcharaktere
Otonashi (音無 結弦, Otonashi Yuzuru)
Otonashi ist der Protagonist von Angel Beats!, der nach seinem Tod die Erinnerungen an seine Vergangenheit verlor. Damit folgt Otonashi dem typischen Schema eines Protagonisten aus einem Ren’ai-Adventure von Key. Unwillentlich wird er nach seinem Erwachen in der Parallelwelt, ebenfalls ein typisches Element in den Handlungen und Geschichten von Jun Maeda, in die Organisation SSS und ihren „Kampf gegen Gott“ hineingezogen.
In der siebten Folge von Angel Beats! erlangt er durch Ayatos Hypnosefähigkeiten seine Erinnerungen zurück und muss ebenfalls auf eine traurige Vergangenheit zurückblicken. In seiner Vergangenheit kümmerte er sich aufrichtig um seine jüngere Schwester, die für lange Zeit im Krankenhaus verweilte. Dabei versuchte er sie so gut wie möglich zu unterstützen und sie wurde zum Zentrum seines Lebens und Quelle seiner Kraft ein ansonsten unliebsames Leben zu führen. Jedoch verstirbt sie glücklich, als er sie auf den Rücken zum Weihnachtsmarkt trägt. Seit ihrem Tod irrte er eine gewisse Zeit lang ziellos umher, konnte schließlich jedoch neuen Mut fassen und begann ein Studium der Medizin. Tragischerweise wird er genau zu diesem Zeitpunkt von einem Zugunglück heimgesucht. Zusammen mit einigen anderen Überlebenden befindet er sich in einem U-Bahn-Tunnel und es beginnt eine lange Zeit des Wartens auf Hilfe. Dabei übernimmt er die Organisation und schafft es die anderen Überlebenden moralisch zu stärken und gibt ihren Leben einen Sinn, nachdem er den Entschluss fasst seinen Körper für Organspenden bereitzustellen und sie ihm dabei folgen. Letztlich werden sie befreit, jedoch kommt für Otonashi, der innere Verletzungen erlitten hat, die Hilfe zu spät.
Im Gegensatz zu den anderen Charakteren hatte Na-Ga beim Design von Otonashi freie Hand, da er keine Auflagen von Maeda bekam.
Yuri (仲村 ゆり, Nakamura Yuri)
Yuri, auch bekannt als Yurippe (ゆりっぺ), ist ein Mädchen mit einer sehr dominanten und zielgerichteten Persönlichkeit. Sie war die erste Person, die sich dem Willen von Tenshi widersetzte und wurde daher ohne weiteres zur Anführerin der SSS. In Rückblenden wird herausgestellt, dass sie ihre drei Geschwister bei einem Überfall durch Einbrecher verlor. Sie selbst bekam die Aufgabe nach wertvollen Besitzgegenständen zu suchen, die sie den Einbrechern überlassen sollte, damit sie ihre Geschwister nicht umbringen. Jedoch war es ihr unmöglich diese Dinge zu beschaffen, worauf ihre Geschwister nach und nach ermordet wurden. Die Erinnerung daran brachte sie dazu gegen Gott und Tenshi zu revoltieren. Bewaffnet ist sie mit einer silbernen Beretta 92.
Na-Ga gestaltete Yuri entsprechend ihrer Rolle als Anführerin. Auf Wunsch von Maeda ergänzte er einen schwarzen Haarreif, der von der Figur Yukiko Amagi aus Shin Megami Tensei: Persona 4 übernommen wurde. Die Länge ihrer Haare und die Ergänzung einer grünen Schleife wurden unterdessen auf einem Treffen mit der Produktionsleitung festgelegt. Sowohl durch ihre Rolle, als auch durch ihr Äußeres weist sie diverse Ähnlichkeiten zu Haruhi Suzumiya aus Die Melancholie der Haruhi Suzumiya auf, was im Vorfeld der Veröffentlichung zu verhaltener Kritik führte.
Tenshi (天使, Tenshi, dt. „Engel“)
Tenshi, eigentlich Kanade Tachibana (立華 奏, Tachibana Kanade), wird von Yuri so bezeichnet, die sie für einen Engel hält. Nach außen hin zeigt sie nur sehr wenige Emotionen und kämpft als Diener Gottes gegen die Mitglieder der SSS. In dieser Rolle verfügt sie über diverse Fähigkeiten, die es nahezu unmöglich machen sie zu besiegen. So wird immer wieder versucht sie möglichst lange genug abzulenken, bevor sie zum Kern der Operationen vordringen kann.
Ursprünglich sollte sie die Rolle eines tapferen, kämpfenden Mädchens übernehmen. Dennoch änderte sich ihre Erscheinung während des Entstehungsprozesses merklich und wich von dem ursprünglichen Entwurf, der dem von Shiki Ryōgi aus Kara no Kyōkai – the Garden of sinners ähnelte, immer mehr ab. Letztlich wurde aus ihr ein „stilles und mysteriöses Mädchen“ mit weißen Haaren.
Yui (ユイ, Yui)
Yui ist ein hyperaktives und sehr schnell sprechendes Mädchen. Zu Beginn der Handlung ist sie Assistentin und großer Fan von Girls Dead Monster. Als Iwasawa verschwindet und der Platz in der Band neu besetzt werden muss, bewirbt sich Yui dafür und bekommt aufgrund des Mangels an Alternativen den Platz in der Band, obwohl sie bei der Vorstellung hoffnungslos versagte und sich beinahe selbst mit dem Mikrofonkabel erdrosselte. Aufgrund ihrer lebhaften Natur wird sie insbesondere von Hinata als extrem nervig empfungen, was zu diversen, teils gewalttätigen, Auseinandersetzungen zwischen den beiden führt und sich im Verlauf zu einer Liebe entwickelt.
Äußerlich besitzt sie die Erscheinung eines jungen Mädchens mit langen, teils hochgesteckten, pinkfarbenen Haaren, gepaart mit einem Teufelsschwanz und nach Fesseln aussehenden Bändern an Oberarmen und Beinen. Dies steht im Kontrast zu ihrem vorherigen Leben, das sie aufgrund eines Autounfalls querschnittgelähmt „ans Bett gefesselt“ und unter fürsorglicher Pflege ihrer Mutter verbringen musste. Durch das Fernsehen wuchsen in ihr simple Träume und Hoffnungen, die ihr letztlich in der Parallelwelt durch Otonashi und zu guter Letzt durch Hinata erfüllt werden können.

### SSS-Mitglieder
Bei der SSS (Abkürzung für Shinda Sekai Sensen, 死んだ世界戦線, dt. „Frontlinie der Welt der Gestorbenen“) handelt es sich um einen losen Zusammenschluss von Jugendlichen, die sich das gleiche Schicksal teilen. Die Gruppe selbst steht unter der Führung von Yuri, die entsprechend die Befehle gibt.
Hinata (日向 秀樹, Hinata Hideki)
Hinata ist ein Mitglied der SSS und besitzt eine aufgeweckte, verlässliche und freundliche Persönlichkeit. Er liebt es humorvoll provozierende Kommentare abzugeben und wird der beste Freund von Otonashi. Parallel dazu baut er eine Hass-Liebes-Beziehung zu Yui auf. Als aufmerksamer Beobachter kommt er schnell hinter das Geheimnis von Otonashi. Seitdem hilft er ihm dabei die anderen Mitglieder „verschwinden“ zu lassen.
Takamatsu (高松, Takamatsu)
Der Brillenträger Takamatsu besitzt eine sehr zurückhaltende Persönlichkeit. Von den anderen wird er trotz seines scheinbar intelligenten Blicks als Dummkopf beschrieben. In der fünften Folge der Serie stellt sich heraus, dass er heimlich trainiert und über einem muskulösen Körper verfügt, was ihm in seinen normalen Sachen überhaupt nicht zuzumuten ist. Seit dieser humorvollen Entkleidungsszene wird er als Running Gag wiederholt mit nacktem Oberkörper gezeigt.
Noda (野田, Noda)
Noda ist ein Einzelgänger der zumeist mit einer Hellebarde bewaffnet ist. Er hat die Angewohnheit auf niemanden außer Yuri zu hören, die er in einer Form unerwiderter Liebe verehrt. So hegt er unter anderem einen Groll gegen Otonashi, den er am liebsten mehrere hundertmal hintereinander umbringen würde. Von den anderen wird er durchgehend als Idiot beschrieben und er läuft immer wieder in die von ihm selbst eingerichteten Fallen.
Shiina (椎名, Shiina)
Shiina übernimmt die Rolle eines weiblichen Ninjas und setzt sich mit zwei Kodachi und anderen typischen Waffen zur Wehr. So besitzt sie eine enorme Konzentrationsfähigkeit und kann Gefahren bereits im Vorhinein spüren. Jedoch besitzt sie eine große Schwäche für niedliche Dinge, die sie außer Kontrolle geraten lassen. Davon frustriert, zwingt sie sich selbst mit verschiedenen Gegenständen zu balancieren. So balanciert sie beispielsweise in der 4. Folge die gesamte Zeit einen Besen, obwohl sie als Spielerin an einem Baseballturnier teilnimmt.

## Anime-Fernsehserie

### Beteiligte
Das Werk selbst geht auf eine Idee von Jun Maeda, einem der Gründer des Spieleentwicklers Key, und dem Künstler Na-Ga zurück, die bereits zuvor an diversen Spieletiteln von Key mitwirkten. In einem Interview, dass im Juli 2009 innerhalb von Dengeki G's Magazine publiziert wurde und somit kurz nach der Fertigstellung von Keys sechstem Spiel Little Busters! erschien, wurde bekannt, dass Hironori Toba von Aniplex im Oktober 2007 an die Entwickler herantrat um eine eigenständige Anime-Fernsehserie zu produzieren. Nach mehreren Treffen zwischen Maeda und Toba entwickelte sich schließlich die grundlegende Idee für die Serie.
Auf Wunsch von Maeda begann Na-Ga Anfang 2008 das Charakterdesign zu entwerfen, obwohl er Befürchtungen hatte, dass andere grafische Arbeiten von Key sich dadurch verzögern würden. Maeda nominierte Na-Ga hauptsächlich da die von ihm für Little Busters! entworfenen Figuren populär geworden waren und er auch eine gewisse Sympathie für ihn gehabt habe. So bestimmte Na-Ga schließlich maßgeblich das Design der Figuren, die im Stil starke Parallelen zu dem vorherigen Werk aufweisen und auf Wunsch der Produktionsleitung und Maeda diverse Elemente von Charakteren anderer Werke übernahmen.
Produzent Toba entschied sich dafür den Anime im Animationsstudio P.A. Works produzieren zu lassen, obwohl bisher die meisten Werke von Key von Kyōto Animation animiert wurden. Toba begründete seine Entscheidung damit, dass ihm P.A. Works bereits im Vorfeld durch Mitarbeit an Fullmetal Alchemist und Darker than Black aufgefallen sei, bei denen ebenfalls Aniplex als Produzent in Erscheinung trat. Wirklich überzeugt habe ihm aber die Arbeit des Studios an der Animeumsetzung von true tears, von deren hohen Qualität er beeindruckt gewesen sei. Bei einem Treffen mit Maeda sollen sie auf das Thema zu Sprechen gekommen sein, wobei auch Maeda keine Einwände gegenüber einer solchen Kooperation gehabt habe, da er ebenfalls durch true tears auf P.A. Works aufmerksam geworden sei. So fiel letztlich die Entscheidung den Anime durch das Studio animieren zu lassen. Zugleich ernannte Toba Seiji Kishi zum Regisseur der Serie, da er die nötige Erfahrung und Durchsetzungskraft gehabt habe um die Mitarbeiter von P.A. Works hinreichend zu motivieren, von denen viele noch recht jung seien.
Kishi selbst wurde vom Direktor von P.A. Works Kenji Horikawa angesprochen und darüber informiert, dass man eine „Schulkomödie, die von einem Spieleentwickler geschrieben wurde“, verfilmen wolle. Umso größer soll seine Überraschung gewesen sein, als er erfuhr, dass Jun Maeda der Autor des Drehbuches ist und die Handlung zudem weit über die einer Schulkomödie hinausgehe. So sei sie ein Mix verschiedenster Elemente bei dem Actionszenen, Musikauftritte und Dramatik aufeinanderträfen. Darüber informiert bestand Kishi darauf, dass Satoki Iida die Produktion der Soundeffekte und Musik übernehmen sollte, den er dazu auch das Drehbuch von Maeda lesen ließ, da die Handlung einen Schwerpunkt auf die Musik legte. Iida musste jedoch zugeben, dass seine Musik für einen Anime eher untypisch sei und er dadurch gezwungen war diverse Versuche zu unternehmen, um zusammen mit Maeda die richtige Stimmung zu produzieren. Er nannte dabei vor allem die Synchronisation der Musik zu den Szenen der Serie als eines der Hauptprobleme.
Als Charakterdesigner und Leiter der Animation verpflichtete Toba Katsuzō Hirata, der durch seine Beteiligung an Gurren Lagann und Strike Witches aufgefallen war. Toba lobte vor allem seine Fähigkeit schnell und ausdauernd zu arbeiten.

### Inhaltliche Konzeption
An Jun Maeda wurde die Anforderung gestellt ein Drehbuch für eine Serie zu entwerfen, das die typische Elemente von Keys bisherigen Werken aufgreift und folglich aus „ergreifenden Momenten von Humor und Tränen“ bestehen sollte. Auf der Suche nach einer neuen Idee, kam Maeda schließlich zu dem Entschluss die Handlung in einer Welt zwischen Leben und Tod spielen zu lassen, was zudem den Vorteil hätte, dass alle Charaktere ja bereits tot seien und somit in Auseinandersetzungen vor nichts zurückschrecken müssten. Somit würde die Welt als eine wertvolle und wunderbare Sache dargestellt werden, in der die Charaktere dennoch gegen ihr Schicksal ankämpfen.
Hironori Toba, der Produzent von Aniplex, gab im November 2009 bekannt, dass die dreizehn Folgen umfassende Serie nicht in der Lage sein werde die gesamte Handlung wiederzugeben, die sich Maeda für Angel Beats! ersonnen hatte. Aus diesem Grund wurden diverse Nebengeschichten in andere Medien ausgelagert, die die Handlung des Animes ergänzen sollen.

### Veröffentlichung
Bereits am 22. März 2010 wurde die erste Folge der dreizehn Folgen umfassenden Serie einem eingeschränkten Publikum vorgeführt. Dieses konnte sich durch eine Lotterie dafür qualifizieren, die Anfang des Monats abgehalten wurde. Offiziell begann die Serie am 3. April und lief 26. Juni 2010 je nach Mitternacht (und damit am vorigen Fernsehtag) auf CBC, sowie mit Versatz auch auf den Sendern TBS, MBS, Tulip-TV, RKB Mainichi Hōsō und BS11 Digital mit der Ausstrahlung. In Japan erschien die Serie dann zwischen dem 23. Juni 2010 bis 22. Dezember 2011 auf sieben DVDs und Blu-rays mit je zwei Folgen. Auf der letzten war dabei eine Extrafolge namens Stairway to Heaven, sowie ein 2-minütiges alternatives Ende namens Another Epilogue bei dem Otonashi sich entscheidet zurückzubleiben um folgenden Neuankömmlingen in der Zwischenwelt zu helfen. 2015 erschien eine neue Blu-ray Edition, die auch die OVA Hell's  Kitchen enthält. als Begleitmaterial erschien auch ein 240 Seiten umfassendes Guidebook mit Interviews, Hintergrundartikeln, Illustrationen, Designs aus der Produktion und Fanart.
Für den deutschen Sprachraum wurde die Serie von Universum Anime lizenziert. Diese veröffentlichten ab Dezember 2011 jeweils im Abstand von ca. 1 Monat drei DVD bzw. BluRay-Boxen (Angel Beats! Vol. 1–3). Jede Box enthält 4–5 Episoden der Serie plus Extras. Volume 1 erschien am 16. Dezember 2011 mit den Episoden 1–5, gefolgt von Volume 2 am 19. Januar 2012 mit den Episoden 6–9 und schließlich erscheint Volume 3 am 17. Februar 2012 mit den restlichen Episoden 10–13 und der OVA Stairway to Heaven. Die deutsche Synchronfassung wurde vom 8. März bis 26. April 2013 auch vom Sender Animax ausgestrahlt und danach mehrfach wiederholt.
Sentai Filmworks lizenzierte die Serie für Nordamerika und vertrieb sie über Section23 Films ab 26. Juni 2011 auf DVD und Blu-Ray. Siren Visual begann eine Veröffentlichung für Australien und Neuseeland ab September 2011. Die Plattform Crunchyroll streamte den Anime in Lateinamerika, Netflix in Spanien, Italien und Portugal. Außerdem entstanden französische und koreanische Synchronfassungen.

### Original Video Animation
Zu Angel Beats! kamen auch drei OVAs heraus: Another Epilogue, Stairway to Heaven und Hell's Kitchen. Die OVA Another Epilogue stellt ein alternatives Ende dar und ist mit knapp 3 Minuten die kürzeste OVA.
Stairway to Heaven
Die OVA Stairway to Heaven ist neben dem alternativen Ende die 1. OVA von Angel Beats!. Sie ist aufgebaut wie eine reguläre Episode der Hauptserie und ist chronologisch nach der vierten Folge der Serie einzuordnen.
In der OVA geht es um die Rebellen (also die Gruppe SSS), die für den einen Tag die Operation „High Tension“ ins Leben gerufen hat, in der es gilt sich so laut, wild und fröhlich wie nur möglich zu benehmen, um den Engel so ratlos zu machen, dass er sie automatisch zu Gott führt, um dort nach Hilfe zu fragen. Otonashi kann dem ganzen allerdings wenig abgewinnen.
Hell's Kitchen
Die OVA Hell's Kitchen ist die 2. OVA, die im 2. Quartal 2015 in Japan veröffentlicht wurde, bislang aber nicht im deutschsprachigen Raum (Stand: Aug. 2015) erschien. Sie ist gleichzeitig zur neuen japanischen Blu-ray Edition erschienen und ist mit der OVA Stairway to Heaven eine der 2 Special Episoden (wie sie vom japanischen Publisher genannt werden).
In der OVA geht es wieder um einen Tag mit der Gruppe SSS, die diesmal eine Operation am Laufen hat, die auch wieder den Engel hervor locken soll. Die Operation soll in der „Golden Week“ stattfinden, die Aufgabe der Gruppenmitglieder ist es sich, an einem Picknick mit der Gruppe, gegenseitig umzubringen und das möglichst so, dass sie alle zu Dämonen werden um den Engel zusammen mit Gott auf den Plan zu rufen.

### Musik
Für Maeda war es das erste Mal, dass er eine Handlung allein auszuarbeiten hatte. So kam er erst nach dem Abschluss der Ausarbeitung der wesentlichen Handlungsabschnitte dazu ebenfalls an der Musik mitzuwirken. In der verbleibenden Zeit komponierte er etwa 15 Titel für die fiktive Band Girls Dead Monster. Laut eigener Aussage habe er sich dabei am Klang und Gesang einer typischen Oberschulband orientiert. Aus diesem Grund soll sich die Musik des Vor- und Abspanns wesentlich vom Rest der Serie unterscheiden, obwohl auch diese beiden Titel von Maeda komponiert wurden.
Arrangiert wurden die Titel von der Gruppe Anant-Garde Eyes. So auch der Vorspanntitel My Soul, Your Beats! der von Lia interpretiert wurde. Der Abspann Brave Song wurde von Aoi Tada gesungen. Die Single My Soul, Your Beats!/Brave Song, auf der die Titel beider Sängerinnen zusammen enthalten waren, wurde am 26. Mai 2010 durch Aniplex veröffentlicht. Sie debütierte auf dem 3. Platz der japanischen Musikcharts und es verkauften in der ersten Woche 80.000 Kopien. Insgesamt verkauften sich von der Single im Jahr 2010 147.479 Exemplare, wodurch sie von der RIAJ auch mit Gold ausgezeichnet wurde, und auf Platz 38 der Top-100-Singles des Jahres landete, sogar noch knapp vor den sehr erfolgreichen K-On!-Singles.
Unter dem Namen der fiktiven und im Anime auftretenden Band Girls Dead Monster wurde am 23. April 2010 die Insert-Single Crow Song veröffentlicht. Sie enthielt die drei Zwischenstücke Crow Song, Alchemy und My Song die innerhalb der ersten drei Folgen ebenfalls von dieser fiktiven Band interpretiert wurden. Komposition und Liedtext aller Titel der Single stammen von Maeda. Arrangiert wurden die von Marina gesungenen Titel durch Hikari Shūyō. Die Single konnte laut Oricon innerhalb von vier Tagen 16.400-mal verkauft werden und erreichte damit Platz 7 der japanischen Charts. Im ganzen Jahr 2010 verkaufte sie sich 81.405-mal und landete auf Platz 84 der Jahresbestenliste.
Am 12. Mai 2010 wurde die Single Thousand Enemies veröffentlicht. Am 9. Juni 2010 folgte ihre dritte Single Little Braver.

### Synchronisation
Die deutsche Synchronisation entstand unter der Dialogregie von Petra Barthel durch die Synchronfirma EuroSync GmbH in Berlin.
| Figur                    | Originalsprecher                        | Deutscher Sprecher |
| ------------------------ | --------------------------------------- | ------------------ |
| Yuzuru Otonashi          | Hiroshi Kamiya                          | Jan Makino         |
| Yuri Nakamura            | Harumi Sakurai                          | Tanya Kahana       |
| Kanade „Engel“ Tachibana | Kana Hanazawa                           | Shanti Chakraborty |
| Yui                      | Eri Kitamura (Text) LiSA (Gesang)       | Luisa Wietzorek    |
| Hideki Hinata            | Ryōhei Kimura                           | Tim Sander         |
| Takamatsu                | Takahiro Mizushima                      | Fabian Hollwitz    |
| Noda                     | Shun Takagi                             | Christian Zeiger   |
| Shiina                   | Fūko Saitō                              | Josephine Schmidt  |
| Yusa                     | Yui Makino                              | Maximiliane Häcke  |
| Fujimaki                 | Yūki Masuda                             | Dirk Stollberg     |
| TK                       | Michael Rivas                           | Jesco Wirthgen     |
| Matsushita               | Eiichirō Tokumoto                       | Nick Forsberg      |
| Ōyama                    | Yumiko Kobayashi                        | Sebastian Fitzner  |
| Masami Iwasawa           | Miyuki Sawashiro (Text) Marina (Gesang) | Julia Kaufmann     |
| Hisako                   | Chie Matsuura                           | Giuliana Jakobeit  |
| Miyuki Irie              | Kana Asumi                              | Wicki Kalaitzi     |
| Shiori Sekine            | Emiri Katō                              | Anita Hopt         |
| Chaa                     | Hiroki Tōchi                            | Thaddäus Meilinger |
| Ayato Naoi               | Megumi Ogata                            | Dirk Petrick       |
| Takeyama „Christus“      | Mitsuhiro Ichiki                        | Maximilian Artajo  |
| Igarashi (Ep 9)          | Tomokazu Seki                           | Carsten Otto       |

## Light Novel
Eine Reihe von sieben Kurzgeschichten, die von Jun Maeda geschrieben und von GotoP illustriert wurden, erschien von der Novemberausgabe 2009 vom 30. Oktober bis zur Maiausgabe 2010 vom 30. April innerhalb des von ASCII Media Works herausgegebenen Magazins Dengeki G's Magazine. Die unter dem Titel Angel Beats! Track Zero veröffentlichten Geschichten konzentrieren sich auf Hinata als Hauptcharakter. Sie stellen eine Vorgeschichte zu Angel Beats! dar und setzen sich mit den Umständen der Gründung der SSS auseinander. Eine achte Nebengeschichte erschien in der Dengeki G's Festival Deluxe Vol. 6 vom 26. März 2010.

## Manga
Ein auf dem ursprünglichen Konzept der Serie aufbauender Yonkoma-Manga mit dem Titel Angel Beats! The 4-koma: Bokura no Sensen Kōshinkyoku (Angel Beats! The4コマ 僕らの戦線行進曲♪) lief in der Dezemberausgabe 2009 (Oktober 2009) an. Die im Dengeki G's Magazine bei ASCII Media Works veröffentlichte Reihe wird von Haruka Komowata gezeichnet. Sie wurde im Oktober 2013 abgeschlossen und später in vier Sammelbänden veröffentlicht. Ebenfalls von Haruka Komowata stammt ein weiterer Yonkoma-Manga, der den Fortschritt des Anime-Projektes darstellte und dessen erstes Kapitel im September 2009 publiziert wurde, das letzte im Juli 2010. Eine weitere Yonkoma-Serie lief unter dem Titel Angel Beats! The 4-koma: Osora no Shinda Sekai kara (Angel Beats! The4コマ お空の死んだ世界から) von Dezember 2013 bis Januar 2016 im Dengeki G's. Diese wurde danach in zwei Sammelbänden herausgebracht.
Ein Story-Manga mit dem Titel Angel Beats! Heaven’s Door wurde von Yuriko Asami gezeichnet. Das erste Kapitel wurde in der Mai-Ausgabe 2010 (März 2010) von Dengeki G's Magazine abgedruckt. Die Serie wurde im Oktober 2016 abgeschlossen und vom Verlag auch in elf Sammelbänden herausgegeben. Eine englische Fassung erschien bei Seven Seas Entertainment. Von der gleichen Zeichnerin stammt auch die Serie Angel Beats! The Last Operation, die im August 2017 im Dengeki G's startete. Nach Einstellung des Magazins wechselte die Serie zur Online-Publikation bei ComicWalker und Niconico Seiga. Bisher erschienen auch drei Sammelbände.

## Rezeption
Die sechste Folge der Serie, die am 9. Mai 2010 (bzw. dem 8. Mai als Fernsehtag) in der Kansai-Region auf MBS übertragen wurde, konnte eine Einschaltquote von 4,9 % erreichen und war damit die meistgesehene Folge im Anime Shower genannten Spätnachtprogramm seit drei Jahren. Damit lag sie vor der im Anschluss laufenden zweiten Staffel der überaus erfolgreichen Serie K-On!!.
Die Sammelbände des Mangas von Yuriko Asami verkauften sich in Japan rund 40.000 mal in der ersten oder den ersten beiden Wochen nach Veröffentlichung.
In ihrer Kritik des Animes beschreibt die deutsche Zeitschrift Animania die Geschichte als „vielschichtig, verschlungen und komplex“, aber dennoch so gut erzählt, dass man sich zwischen den vielen Charakteren schnell zurecht findet, denn jede der Figuren ist mit klaren optischen und charakterlichen Merkmalen sowie einer Hintergrundgeschichte versehen. Im Fortschreiten der Handlung werden nach und nach auch die Einzelschicksale beleuchtet und dabei immer wieder ein kritischer Blick auf die moderne Gesellschaft geworfen. In den Kämpfen im Jenseits wie auch in den Geschichten der Charaktere werde nicht mit Action und Gewalt gespart, doch bleibe die Darstellung taktvoll. Die tragischen Szenen wechseln sich mit „chaotisch-fröhlicher Action-Comedy“ ab. Untermalt werde die Geschichte von einer „breiten Palette lebhafter Musik“. Optisch beeindrucke der Anime mit „kristallkugeligen Farbverläufen und dreidimensional anmutenden Glitzereffekten vor klaren Hintergründen“. Insgesamt sei die Serie rundum gelungen. Auch die deutsche Synchronisation sei überzeugend.